# Kate Delbarre-d'Oriola
Pour les articles homonymes, voir Oriola.
Kate Delbarre-d'Oriola, née Catherine Delbarre le 8 juin 1925 et morte le 10 juin 2025 à Nîmes est une escrimeuse française. Elle est connue pendant sa carrière comme Kate Bernheim, du nom de son premier mari. Conseillère juridique, formée et licenciée au FC Mulhouse.

## Biographie
En fleuret, elle remporte quatre médailles d'argent et deux médailles de bronze par équipe lors des championnats du monde d'escrime de 1952, 1953, 1954, 1955, 1956 et 1958. Elle participe aux Jeux olympiques de 1956, dont elle est 5e à titre individuel, et de 1960. Elle est également championne de France en 1961.
En 1971, elle se remarie avec le célèbre champion d'escrime français Christian d'Oriola. Elle est capitaine de l'équipe de France féminine de fleuret dans les années 1970, avec laquelle elle remporte une médaille d'argent aux Jeux olympiques de 1976 puis une médaille d'or aux Jeux de 1980.
Kate Delbarre-d'Oriola meurt en juin 2025 à l'âge de 100 ans.